# 祇園新橋北駅
祇園新橋北駅（ぎおんしんばしきたえき）は、広島県広島市安佐南区西原四丁目にある広島高速交通広島新交通1号線（アストラムライン）の駅。

## 歴史
- 1994年（平成6年）8月20日：開業[1][2]。
- 1999年（平成11年）3月20日：ダイヤ改正で急行列車が新設されたが、当駅は通過駅となる[1]。
- 2000年（平成12年）：業務委託駅となる[3]。
- 2004年（平成16年）3月20日：ダイヤ改正で急行列車が廃止され、5年ぶりに全ての列車が停車するようになる[1]。
- 2009年（平成21年）8月8日：PASPY導入[1]。
- 2015年（平成27年）：構内放送とホームの発車標を新白島駅と同等の物に更新。

## 駅構造
島式ホーム1面2線の高架駅。ホームから1フロアー降りたところに券売機・改札がある。ステーションカラーは■紫色。

### のりば
| のりば | 路線              | 方向 | 行先           |
| ------ | ----------------- | ---- | -------------- |
| 1      | ■アストラムライン | 下り | 広域公園前方面 |
| 2      | ■アストラムライン | 上り | 本通方面       |

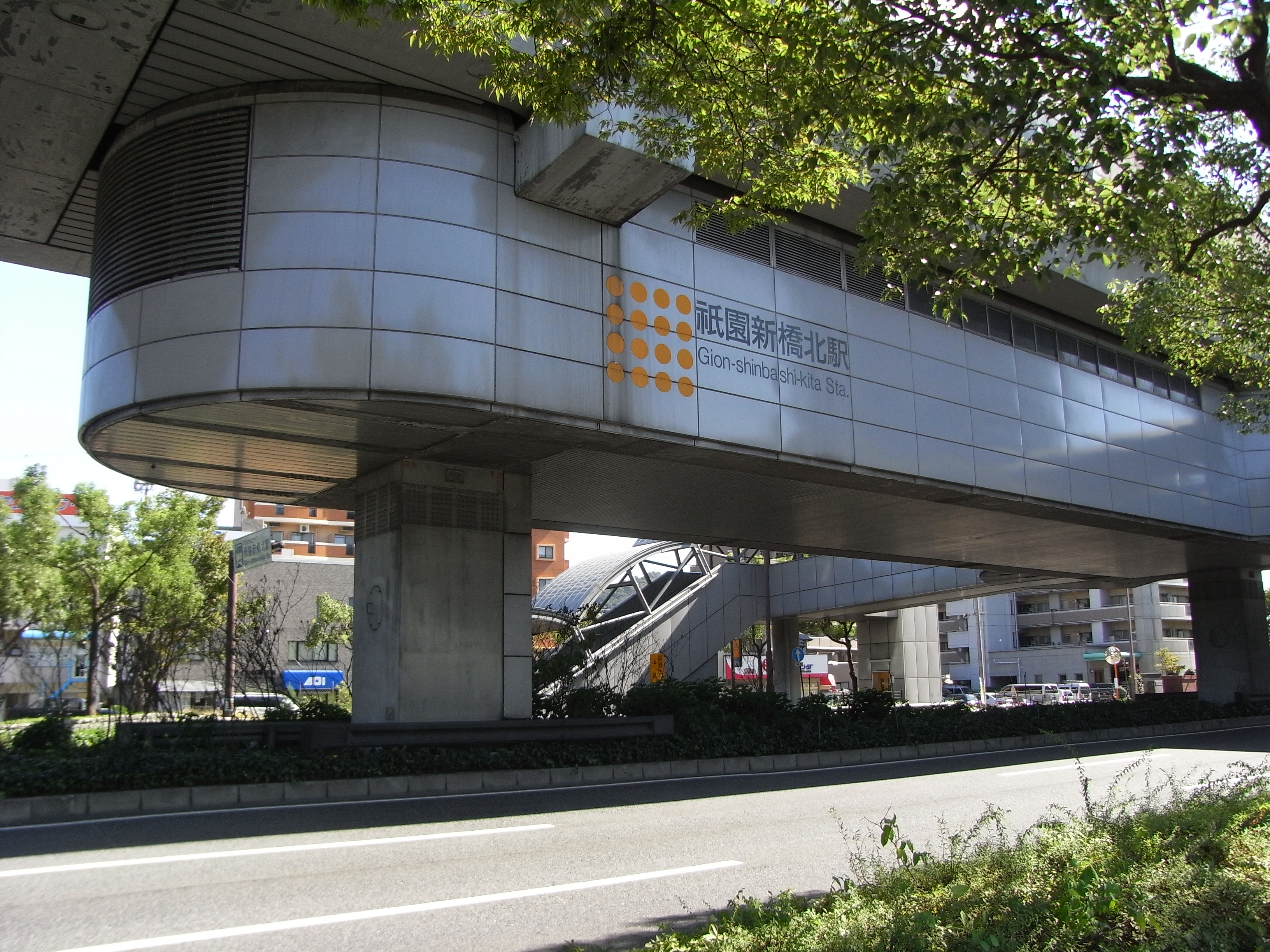
駅舎を別の角度から
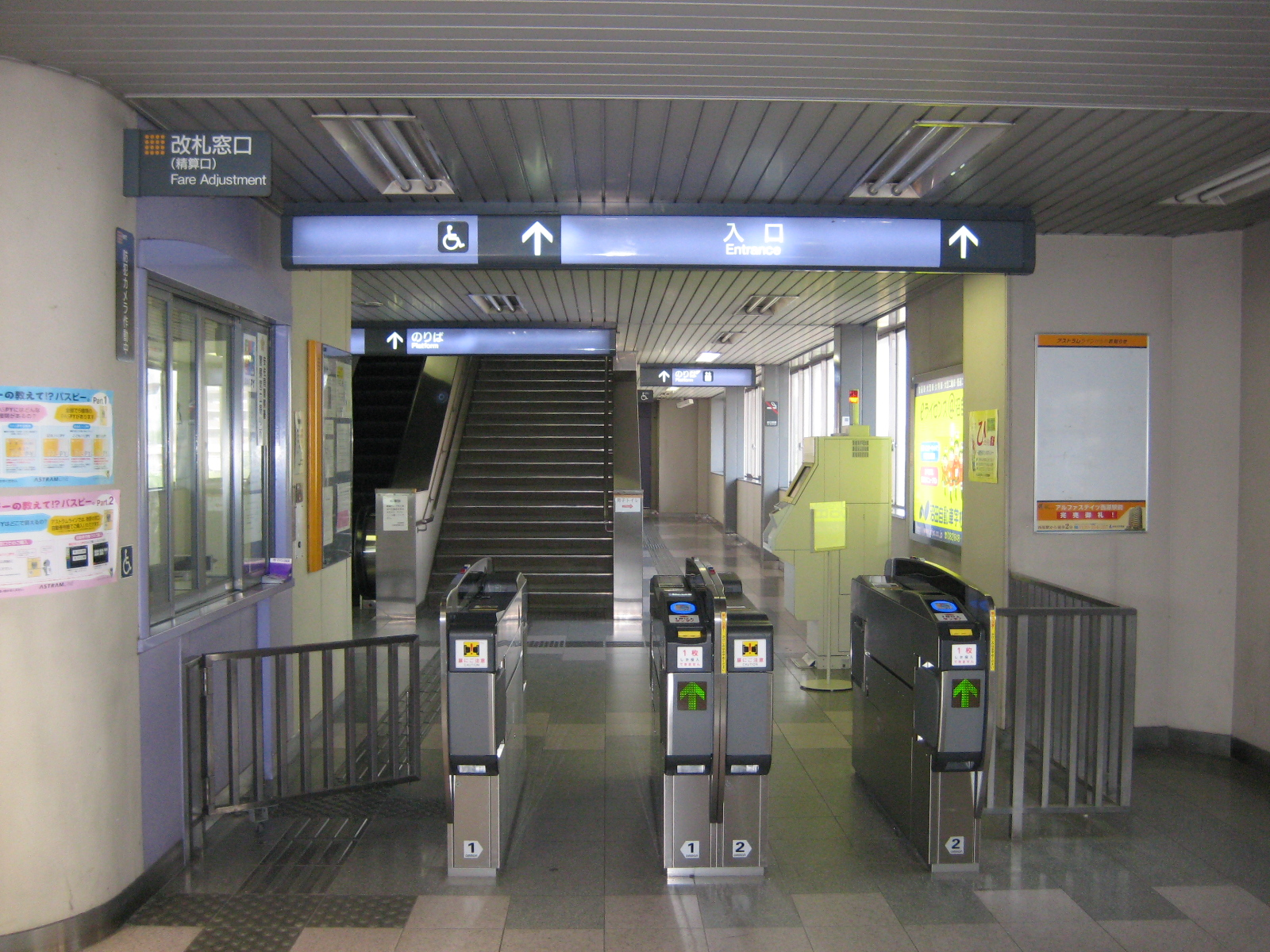
改札口（2009年8月）
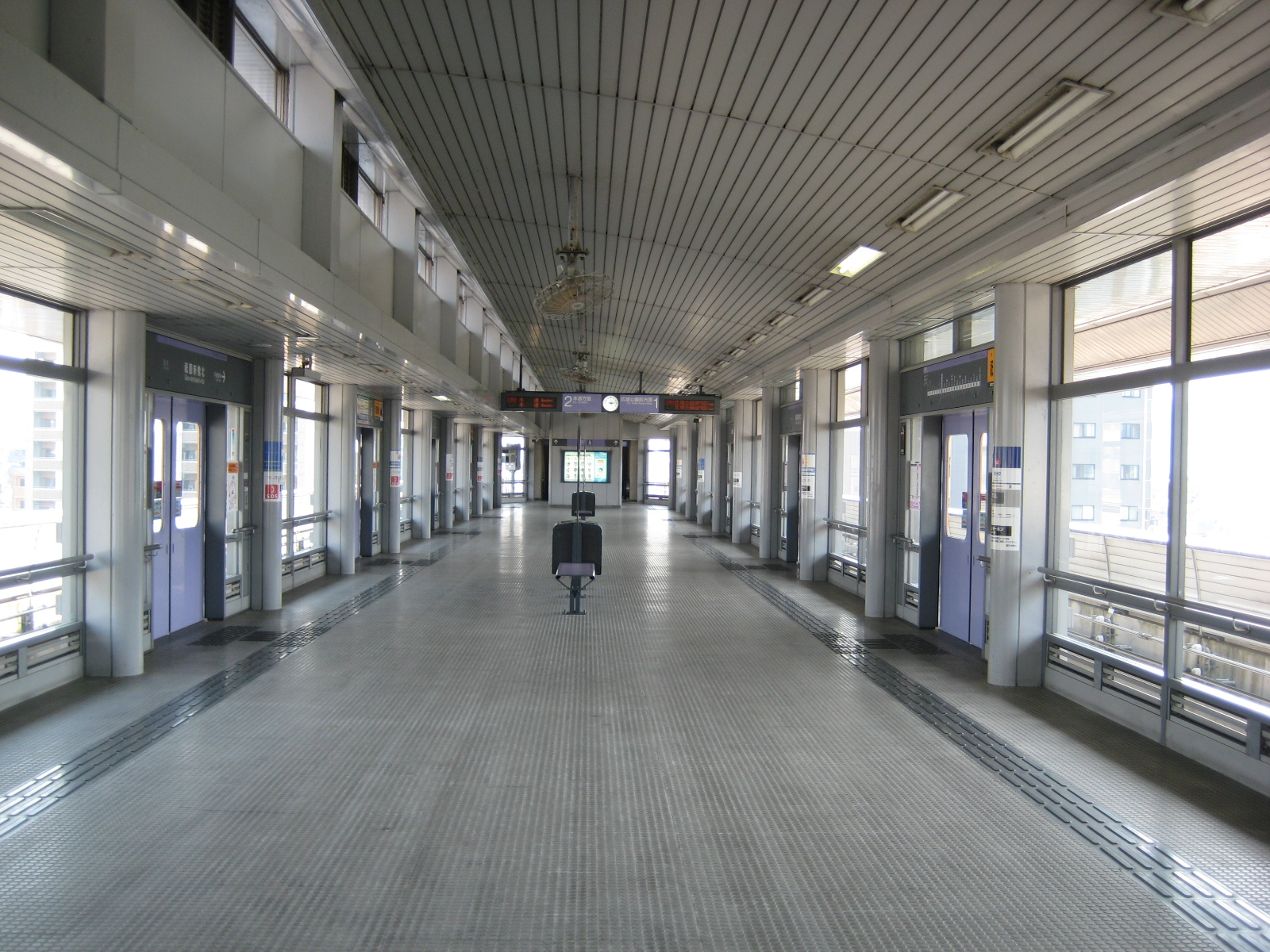
ホーム（2009年8月）

## 利用状況
以下の情報は、広島市統計書に基づいたデータである。アストラムラインでは「1年毎乗車総数」と「1年毎降車総数」の情報を公開している。1日平均乗車人員データは、年度毎の乗車総数を365（閏年は366）で割った値を小数点2位を丸めて小数点1位の値にした物である。アストラムラインのデータは1,000で丸めて提供されているので、1年毎ではプラスマイナス500の誤差があり、1日当たりでは1.4人程度の誤差が発生する。
| 年度               | 1日平均 乗車人員 | 1年毎 乗車総数 | 1年毎 降車総数 |
| ------------------ | ---------------- | -------------- | -------------- |
| 1995年（平成07年） | 1,136.6          | 416,000        | 365,000        |
| 1996年（平成08年） | 1,249.3          | 456,000        | 399,000        |
| 1997年（平成09年） | 1,290.4          | 471,000        | 413,000        |
| 1998年（平成10年） | 1,353.4          | 494,000        | 438,000        |
| 1999年（平成11年） | 1,349.7          | 494,000        | 436,000        |
| 2000年（平成12年） | 1,383.6          | 505,000        | 448,000        |
| 2001年（平成13年） | 1,465.8          | 535,000        | 477,000        |
| 2002年（平成14年） | 1,443.8          | 527,000        | 465,000        |
| 2003年（平成15年） | 1,437.2          | 526,000        | 467,000        |
| 2004年（平成16年） | 1,454.8          | 531,000        | 471,000        |
| 2005年（平成17年） | 1,468.5          | 536,000        | 474,000        |
| 2006年（平成18年） | 1,457.5          | 532,000        | 473,000        |
| 2007年（平成19年） | 1,502.7          | 550,000        | 490,000        |
| 2008年（平成20年） | 1,556.2          | 568,000        | 515,000        |
| 2009年（平成21年） | 1,537.0          | 561,000        | 513,000        |
| 2010年（平成22年） | 1,569.9          | 573,000        | 525,000        |
| 2011年（平成23年） | 1,573.8          | 576,000        | 528,000        |
| 2012年（平成24年） | 1,619.2          | 591,000        | 544,000        |
| 2013年（平成25年） | 1,709.6          | 624,000        | 578,000        |
| 2014年（平成26年） | 1,767.1          | 645,000        | 592,000        |
| 2015年（平成27年） | 1,942.6          | 711,000        | 654,000        |
| 2016年（平成28年） | 1,997.3          | 729,000        | 675,000        |
| 2017年（平成29年） | 2,021.9          | 738,000        | 686,000        |
| 2018年（平成30年） | 2,041.1          | 745,000        | 697,000        |
| 2019年（令和元年） | 2,062.8          | 755,000        | 707,000        |
| 2020年（令和02年） | 1,643.8          | 600,000        | 577,000        |
| 2021年（令和03年） | 1,734.2          | 633,000        | 607,000        |
| 2022年（令和04年） | 1,917.8          | 700,000        | 665,000        |

## 駅周辺
- 国道54号（祇園新道）
- 祇園新橋
- 太田川
- NHKラジオ放送所
- 広島市立原小学校
- 広島市立原南小学校

## 隣の駅
広島高速交通
■広島新交通1号線（アストラムライン）
不動院前駅 - 祇園新橋北駅 - 西原駅